# Aperileptus erasus
Aperileptus erasus är en stekelart som beskrevs av Dasch 1992. Aperileptus erasus ingår i släktet Aperileptus och familjen brokparasitsteklar. Inga underarter finns listade i Catalogue of Life.